# كريستوف شميت
كريستوف شميت (بالألمانية: Christophe Schmidt)‏ هو متزلج على الثلوج ألماني، ولد في 15 يونيو 1983 في غرافلفينغ في ألمانيا.

## وصلات خارجية
- كريستوف شميت على موقع الاتحاد الدولي للتزلج (ركوب لوح الثلج) (الإنجليزية)
- كريستوف شميت على موقع أوليمبيديا (الإنجليزية)